# Hollermayera valdiviana
Hollermayera valdiviana är en korsblommig växtart som först beskrevs av Rodolfo Amando Philippi, och fick sitt nu gällande namn av Pierfelice Ravenna. Hollermayera valdiviana ingår i släktet Hollermayera och familjen korsblommiga växter. Inga underarter finns listade i Catalogue of Life.